# Odontopera veneris
Odontopera veneris är en fjärilsart som beskrevs av Inoue 1987. Odontopera veneris ingår i släktet Odontopera och familjen mätare. Inga underarter finns listade i Catalogue of Life.